# Kontur András
Kontur András (Budapest, 1973. július 10. –) szobrászművész. 

## Iskolái
A budapesti Kőfaragási és Kőszobrászati Szakközépiskolában végzett középfokú tanulmányokat, majd további kőszobrászati stúdiumokat és gyakorlatozásokat követően, már az ezredforduló után iratkozott be a budapesti Magyar Képzőművészeti Egyetemre, ahol 2008-ban kapta meg szobrászdiplomáját. Két kitűnő mestere volt: Farkas Ádám és Karmó Zoltán.

## Munkássága
Kőből faragott és kőből alakított alkotásaira azt mondhatjuk, hogy ezek a művek magától értetődő természetességgel és rendkívül erős szálakkal a hagyományhoz kapcsolódnak, de úgy, hogy túl is lépnek azon, úgy, hogy új kapukat, új távlatokat nyitnak meg. Ez a kötődés és ez az eltávolodás, ez az értékőrzés és ez az értéktartomány-tágítási szándék mind a művek anyagiságában, mind megmunkálásmódjában, térszemléletében, formarendjében, tömegalakításában, mind idő-kezelésében vagy idő-szemléletében tetten érhető. A stílusteremtő tényezők tradíciókkal való átitatottsága mellett a művek jelentésköreit, jelenségvilágát is a múlttal teremtett viszony, illetve kapcsolat határozza meg: Kontur András kőszobrai formarendjükön, motívumaikon, technikai kivitelezésükön túl a mondandóik révén is a régmúlttal kezdeményeznek termékeny párbeszédet. De mindezeken túl szervesen kapcsolódnak a modern szobrászat törekvéseihez is: a karakteresen egyéni jegyekkel és vonásokkal felruházott Kontur-plasztika távoli rokonait, párhuzamait nem nehéz felfedezni Constatin Brâncuşi és a magyar Borsos Miklós munkásságában.
Kontur-szoborai mindig gondosan mérlegelt és precízen kivitelezett, finomságaiban és durvaságaiban is megtervezettséget feltételező, tudatosan megmunkált kompozíciók.

## Alkotásai
Művei galériákban, kiállításokon, köztereken láthatóak.
 Lándzsa, Ablak, Hid sorozatai mellett, Márton Áron püspök, valamint Mindszenty József biboros szobra is az ő keze munkáját dicséri.

## Kiállításai (válogatás)

### Egyéni kiállítások
- 2009 • Kő-kontúrok, Körmendi Galéria • Múzsa Galéria, Budapest • Thermál Hotel Liget, Érd, (Raffai Kinga  festőművésszel) • Gondolat – Jelek, Galerius Fürdő, Siófok (Szűcs László szobrászművésszel)
- 2010 • Commerzbank Budapest
- 2011 • Commerzbank Budapest • Kő vonalak, Aba Novák Galéria, Leányfalu

### Csoportos kiállítások
- 2003 • Plastica Dreams. Szobrászat az installáción túl, Műcsarnok, Budapest
- 2004 • Publikus aluljárók, Stúdió Desidea, Budapest • Deisenhoffen, Galerie Lebenskunst, München
- 2005 • Országos Kisplasztikai Biennálé, Pécs • Ericsson Képzőművészeti Galéria, Budapest
- 2006 • Europa-Asstellung, MOYA (Museum of Young Art), Bécs • Mesterek Tanítványok, Kévés Studio Galéria, Budapest
- 2007 • Országos Kisplasztikai Biennálé, Pécs • Ericsson Galéria 100. jubileumi kiállítása, Budapest
- 2008 • V. Nemzetközi Kőszobrász Szimpózium, Balatonfüred • Mecénás Napok, Műcsarnok, Budapest.[2]